# Keith Allan
Keith Allan is een Amerikaanse acteur en scenarist.
Hij is vooral bekend omwille van zijn hoofdrol in Z Nation als Murphy, en voor zijn rollen in Star Trek: Enterprise, 11/11/11 en omwille van zijn werk voor Social Nightmare.

## Filmografie

### Als acteur
| Jaar      | Filmtitel                                 | Rol                      | Opmerking                                                      |
| --------- | ----------------------------------------- | ------------------------ | -------------------------------------------------------------- |
| 2000      | Meat Loaf: To Hell and Back               |                          |                                                                |
| 2000      | ARK, the Adventures of Animal Rescue Kids | The Great Illusion       | tv-serie, aflevering "Black Magic"                             |
| 2000      | Charmed                                   | Assistent #2             | tv-serie, aflevering "Magic Hour"                              |
| 2000      | Will & Grace                              | Fotograaf                | tv-serie, aflevering "Gypsies, Tramps and Weed"                |
| 2000      | Buffy The Vampire Slayer                  | Magere patiënt           | tv-serie, aflevering "Listening to Fear"                       |
| 2001      | Comedy Central Thanxgiveaway: Home Fires  | Maurice                  | televisiefilm                                                  |
| 2002      | Three Sisters                             | Antwoordapparaat (stem)  | tv-serie, aflevering "It was the Night Before"                 |
| 2002      | CSI: Crime Scene Investigation            | Modefotograaf            | tv-serie, aflevering "The Hunger Artist"                       |
| 2002      | Star Trek: Enterprise                     | Suliban Commander Raan   | tv-serie, aflevering "Shockwave: Part 2"                       |
| 2002      | The Truth about Beef Jerky                | Count Nugent             |                                                                |
| 2003      | Dragnet                                   | Willard                  | tv-serie, aflevering "The Little Guy"                          |
| 2003      | Jack Woody                                | Wallace                  | korte film                                                     |
| 2004      | What I Like About You                     | Omar                     | tv-serie, 2 afleveringen                                       |
| 2006      | Scrubs                                    | Barman                   | tv-serie, aflevering "My Deja Vu, My Deja Vu"                  |
| 2006      | Close to Home                             | Mark Shale               | tv-serie, aflevering "Deacon"                                  |
| 2008      | Turbo Dates                               |                          | tv-serie, aflevering "White Dress"                             |
| 2009      | Wizards of Waverly Place                  | Wally                    | tv-serie, aflevering "Halloween"                               |
| 2010      | Big Time Rush                             | Pitchman                 | tv-serie, aflevering "Big Time Dance"                          |
| 2011      | Victorious                                |                          | tv-serie, aflevering "The Diddly-Bops                          |
| 2012      | Air Collision                             | Navy Seal 2              | Videofilm                                                      |
| 2012      | Mad Men                                   | Steven Chase             | tv-serie, aflevering "Far Away Places"                         |
| 2012      | Rise of the Zombies                       | TAsh                     | tv-film, ook als scenarist                                     |
| 2012      | Don't Trust the B--- in Apartment 23      | Peter                    | tv-serie, aflevering "Sexy People"                             |
| 2013      | The Neighbors                             | Roulette Dealer          | tv-serie, aflevering "It Has Begun..." (Seizoen 1, episode 22) |
| 2013      | Social Nightmare                          | Mr. Perryman             | tv-film, ook als scenarist                                     |
| 2013      | Welcome to the Family                     | Directeur                | tv-serie, aflevering "Pilot"                                   |
| 2013      | Zombie Night                              | Looter (als Keith Allen) | tv-film, ook als scenarist                                     |
| 2014-2018 | Z Nation                                  | Murphy                   | tv-serie, hoofdrol                                             |
| 2014      | The Shoot                                 | Mack                     |                                                                |
| 2014      | Kill Me, Deadly                           |                          |                                                                |
| 2017      | The Good Doctor                           | de vader van Quinn       | tv-serie, aflevering "She"                                     |
| 2020      | Stumptown                                 | Tim Scott                | tv-serie, aflevering "The Past and the Furious"                |

### Als scenarist
| Jaar | Titel                      | Rol       | opmerking  |
| ---- | -------------------------- | --------- | ---------- |
| 2008 | Billy and Sally Go Bionic  | schrijver | korte film |
| 2011 | 11/11/11                   | scenarist | videofilm  |
| 2012 | Rise of the Zombies        | scenarist | tv-film    |
| 2013 | Social Nightmare           | scenarist | tv-film    |
| 2013 | Ragin Cajun Redneck Gators | scenarist | tv-film    |
| 2013 | Zombie Night               | Scenarist | tv-film    |